# Aloe castanea
Aloe castanea là một loài thực vật có hoa trong họ Măng tây. Loài này được Schönland mô tả khoa học đầu tiên năm 1907.

## Hình ảnh

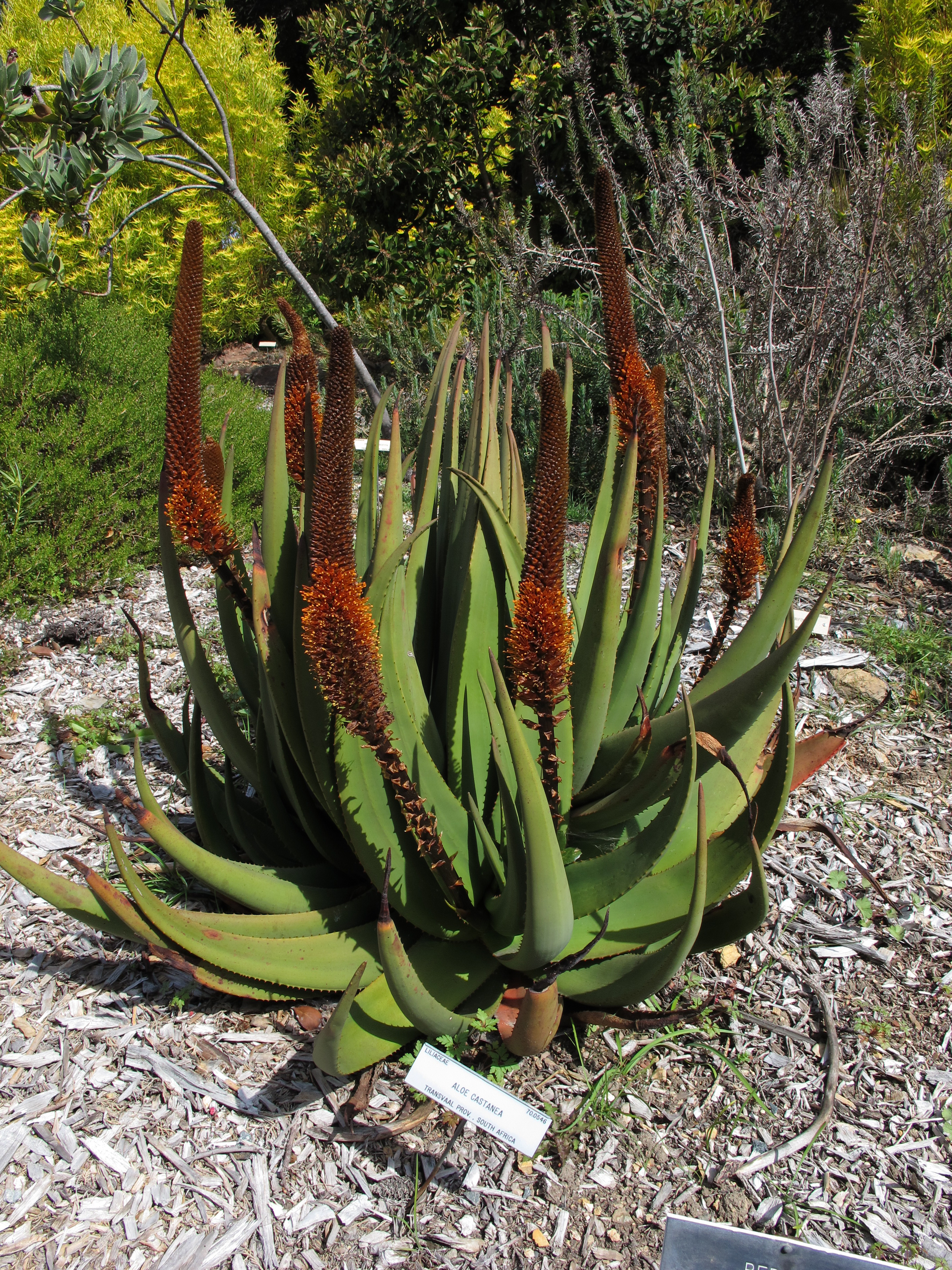